# Ctenus
Ctenus là một chi nhện trong họ Ctenidae.